# 大邱交通公社
大邱交通公社（テグこうつうこうしゃ、朝：대구교통공사、英：Daegu Metro）は、大韓民国・大邱広域市の都市鉄道路線を運営・管理する公企業である。

## 沿革
- 1995年11月20日 : 大邱広域市地下鉄公社（대구광역시지하철공사）創立
- 1997年11月26日 : 1号線 1段階(辰泉 - 中央路)区間開通
- 1998年5月2日 : :1号線 2段階(中央路 - 安心)区間開通
- 2002年5月10日 : 1号線 3段階大谷延長区間(大谷 - 辰泉)開通
- 2005年10月18日 : 2号線 1段階(汶陽 - 沙月)区間開通
- 2008年10月1日 : 大邱都市鉄道公社（대구도시철도공사）に社名を変更
- 2012年9月19日 : 2号線 2段階慶山延長区間(沙月 - 嶺南大)開通
- 2015年4月23日 : 3号線漆谷慶大病院 - 龍池間開業
- 2016年9月8日 : 1号線 4段階延長区間(舌化椧谷 - 大谷)開通
- 2017年5月25日 : 1号線・2号線 全61駅のホームドア設置が完了。
- 2019年3月 : シンガポールにてセントーサ・エクスプレスの委託運営を開始
- 2022年9月1日 : 大邱都市鉄道建設本部（朝鮮語版）と統合し、大邱交通公社となる[1]。
- 2024年12月21日 : 1号線 5段階延長区間(安心 - 河陽)開通[2]

## 保有施設・装備

### 軌道
| 色 | 路線名称 | 区間                    | キロ程 |
| -- | -------- | ----------------------- | ------ |
|    | 1号線    | 舌化椧谷駅 - 河陽駅     | 37.1km |
|    | 2号線    | 汶陽駅 - 嶺南大駅       | 31.4km |
|    | 3号線    | 漆谷慶大病院駅 - 龍池駅 | 23.9km |

軌道と建築物
|        |                | 合計  | 1号線 | 2号線 |
| ------ | -------------- | ----- | ----- | ----- |
| 軌道   | 本線 (km)      | 118.2 | 57.9  | 60.3  |
| 軌道   | 側線 (km)      | 44.5  | 24.9  | 19.6  |
| 軌道   | 車両基地       | 3     | 2     | 1     |
| 建築物 | 駅舎（箇所）   | 58    | 32    | 26    |
| 建築物 | 出入口（箇所） | 282   | 130   | 152   |
| 建築物 | 換気口（箇所） | 407   | 212   | 195   |

### 車両
地下鉄の1号線では1997年の開通に合わせて韓国のRotem社で製造された1000系電車が使用されている。車体長18m4ドアの6両編成で、ワンマン運転を行なっている。
制御装置にドイツ・シーメンス社製のGTO式のVVVFインバータを使用している。
大邱地下鉄放火事件によって2編成が焼失、廃車となっている。
地下鉄の2号線では2000系電車、モノレールの3号線では3000系電車が使用されている。

## 5号線・6号線と延伸
大邱市は2025年6月、2026年から2035年にかけての都市鉄道ネットワーク整備計画として、都市鉄道5号線と6号線の新設を発表した。併せて、既存の1号線、2号線、3号線の延伸計画も公表されている。

### 5号線（循環線）
5号線は、大邱市内6つの区（西区、南区、北区、東区、達西区、寿城市区）を環状に結ぶ循環線として構想されている。総延長は約 33.9km に及び、無人運転のAGT（自動案内軌道交通）方式を採用する予定である。建設区間は地下。
主な経由予定地点には、西大邱駅、頭流公園、K-2 軍空港跡地、第2作戦司令部、キャンプウォーカーなど、今後の市内開発エリアと連携する重要な交通拠点が含まれている。
事業採算性（B/C）は約 0.764、総合評価（AHP）でも0.569と、いずれも基準を満たしており、事業の実現可能性は高いとされている。また総事業費は 3兆2,385億ウォン におよび、完成後には 1日あたり約10万5千人 の利用が予想されている。

### 6号線
6号線は、寿城市区〜達成郡を南北に貫く路線として構想されている。総延長は約 9.3km で、AGT方式の無人運転が予定されている。建設区間は高架。
新川辺りの再開発エリアとの連携や、既存の2号線・3号線・4号線との接続性の強化が意図されている。経済性評価（B/C）は0.74、AHP基準値（0.5）も超えており、採算性が確保されていることが示されている。
また6号線の事業費は約 6,843億ウォンと見積もられている。

### 既存路線の延伸計画
以下の既存路線の延伸も「重点推進鉄道網」として併せて公表されている。
- 1号線：玉浦方面へ2.5km延伸
- 1号線：永川（錦湖）方面へ5.7km延伸
- 2号線：嶺南大駅〜慶山押梁邑へ1.2km延伸
- 3号線：南部方面へ5.8km延伸

### 今後の予定と住民の反応
現在は「都市鉄道網構築計画案」として公表された段階であり、市議会の意見聴取や国土交通部による承認・告示を経て、年末に最終確定される予定である。
西区住民からは、期待されていた西大邱駅を経由する区間が半分しか反映されていないとして、「西区だけが大きく犠牲されている」との強い不満が出されている。一部議員からも「主な住宅地を通らないのは問題だ」との声が上がっている。